# Scaphochlamys anomala
Scaphochlamys anomala là một loài thực vật có hoa trong họ Gừng. Loài này được Johannes Gottfried Hallier mô tả khoa học đầu tiên năm 1898 dưới danh pháp Kaempferia anomala. Năm 2010, R. J. Searle chuyển nó sang chi Scaphochlamys.

## Mẫu định danh
Mẫu định danh do Johannes Gottfried Hallier thu thập ngày 6 tháng 5 năm 1894 trong rừng rậm ở chân núi Liang Gagang (Bukit Liangkungkam), tọa độ khoảng 0°4′1″B 113°11′0″Đ / 0,06694°B 113,18333°Đ, miền trung đảo Borneo, nay thuộc tỉnh Tây Kalimantan, Indonesia.

## Phân bố
Loài này có ở miền trung đảo Borneo, trong rừng rậm nhiệt đới ở chân núi Liang Gagang, ven sông Mandai, chi lưu tả ngạn thượng nguồn sông Kapuas, tỉnh Tây Kalimantan, Indonesia.

## Mô tả
Cây thảo thân rễ lâu năm. Rễ hình chỉ, màu trắng, không củ, thưa nhánh, phủ lông tơ mềm màu trắng; thân bò lan, tại các mắt có rễ, phân nhánh, non màu xanh lục, ánh thủy tinh, già màu xương, bóng, bẹ ngắn hình trứng, nhọn, khô xác, gân song song; thân giả mọc thẳng, ngắn, lá 1-2; bẹ lá dài, hình trụ, nhọn, màu xanh lục sẫm, gân màu ánh lục, song song, thẳng, mờ đục, máp dạng màng màu ánh lục, khi già nhạt màu và khô xác, gân song song; cuống lá dài, mọc thẳng và lệch, cứng, mỏng, gần nhẵn, phần trên có rãnh sâu, màu xanh lục, gần mờ đục, gân song song, thẳng, màu ánh lục, phiến lá hình trứng-hình mũi mác, đáy nhọn, đỉnh nhọn uốn ngược, phần trên màu xanh cỏ, đồng nhất màu, gân giữa với ~8 gân bên thẳng, thanh mảnh; mặt dưới nhạt màu hơn, màu xanh xám, nhiều điểm mạch hỗ nhỏ mịn, hơi bóng màu ánh bạc, gân giữa có gờ rõ nét, màu xanh lục sẫm, gân con nhiều, song song, màu xanh lục sẫm, thẳng, gân giữa với lông nhỏ mỏng áp ép; cụm hoa đơn độc trên đỉnh thân giả, không cuống, bẹ khô xác, dạng tổng bao, ít hoa; các hoa nhỏ; ống tràng mỏng, dài, hơi dài hơn bẹ, hình trụ, màu trắng ánh vàng; cánh hoa 3, dài bằng nhau, hình mũi mác, có nắp, nhọn, màu trắng, gần trong suốt, mặt trong 3 gân song song, thẳng, khó thấy; nhị lép bên 3, dạng cánh hoa, có lông rung thưa và nhỏ mịn; 2 nhị lép sau nhỏ, khoảng 2 lần nhỏ hơn cánh hoa, hình mũi mác, cong, nhọn, màu ánh lục, gân 3, thẳng, trong suốt; nhị lép trước (cánh môi) hơi lớn hơn cánh hoa, chẻ 2 thùy sâu, màu trắng, gần trong suốt, vuốt gần hình nêm, phần trên gần khe chẻ có đốm màu vàng, các thùy hình trứng ngược rộng, gân 4 gần song song, gần trong suốt, thẳng; chỉ nhị ngắn; bao phấn hình trứng ngược, mọc thẳng, mép cuốn trong xung quanh đỉnh vòi nhụy, đầu nhụy hình nón ngược, rậm lông, cắt cụt, màu trắng, mô vỏ kết nối màu vàng nhưng không nở rộng vượt trội. Cành và lá cao tới 20 cm; bẹ thân dài ~8 mm, cành dài tới trên 5 cm; cuống lá dài tới 7 cm; phiến lá dài tới 11 cm, rộng 5 cm; ống tràng hoa dài 15 mm, rộng ~1 mm, bẹ vượt trên ~6 mm; cánh hoa dài ~7 mm, rộng tại gốc ~2–3 mm; nhị lép bên phía sau 2, dài ~4 mm, rộng trên 1 mm, vuốt phía trước dài ~4 mm, rộng ~3 mm, các thùy dài ~4 mm và rộng gần bằng; nhị dài ~3 mm, dày ~1 mm.

## NhómAnomala
Nhóm Anomala được xác định là có cụm hoa lỏng lẻo, các lá bắc dạng màng sắp xếp xoắn ốc, các lá bắc con tương tự nhưng hầu hết là dài hơn lá bắc, lá bắc con thứ nhất có 2 gờ lưng rất mờ nhạt và khó thấy, hoa nhỏ dài ~2,5 cm, với cánh môi màu trắng dài ~1 cm, vỏ quả ngoài có u/bướu nhỏ. Nhóm Anomala bị giới hạn ở phía tây của đới khâu Đường Lupar chạy theo hướng đông đông nam qua Engkilili và Lubok Antu. Gồm bảy loài là S. anomala, S. gracilipes, S. iporii, S. lanjakensis, S. penyamar, S. salahuddiniana, S. scintillans.